# Джоан Лінд
Джоан Лінд (англ. Joan Lind, 26 вересня 1952 — 28 серпня 2015) — американська академічна веслувальниця.
Срібна призерка Олімпійських Ігор 1976 (одиночки), 1984 (парні четвірки зі стерновою) років.